# グレイシャア亜紀
グレイシャア亜紀（グレイシャアあき、1978年12月8日 - ）は、日本の女子キックボクサー。茨城県出身。フォルティス渋谷ジム所属。J-GIRLSフライ級王者。キャリア初期にはリングネームをAki、グレイシャアAkiとしていたこともある。グレイシャア（Gracyer）は grace からの造語。

## 来歴
中学・高校と陸上部に所属し、七種競技を経験。
2002年5月、ダイエット目的で彰考舘ジムに入門。同年12月1日にリングネームAkiとしてJ-NETWORKでプロデビュー。
2003年5月22日、「女子格闘技Gals」で同興行唯一のキックボクシングルール試合で渡辺亜矢子にKO勝ち。この試合よりリングネームをグレイシャア亜紀に変更した。
2003年9月7日、「Girls SHOCK II」のメインイベントでリー・ガップソン（李甲善）と対戦し、KO勝ち。当初は渡邊久江と対戦予定であったが、渡邊のコンディション不良により対戦相手が変更された
2003年11月11日、「Girls SHOCK III」のメインイベントで渡邊久江と対戦し、判定勝ち。この試合よりリングネームをグレイシャアAkiに変更したが、1試合行ったあと、再度グレイシャア亜紀に戻した。
2004年12月に彰考舘ジムを離れ、2005年6月にソーチタラダ渋谷ジムへ移籍（2008年末で閉鎖、フォルティス渋谷ジムに統合）。
2006年6月2日、マーシャルアーツ日本キックボクシング連盟興行でUKF世界女子フライ級王者早千予に挑戦するも、KO負け。
2006年10月1日、J-GIRLSでウェンディー・ミランダとWMCインターコンチネンタル女子スーパーフライ級王座決定戦で対戦し、判定勝ち。王座を獲得した。
2007年3月31日、J-GIRLS認定初代フライ級王座決定トーナメント準決勝で林田昌子に判定勝ち。5月20日の決勝では田中佑季に判定勝ちし、初代王座を獲得した。
2008年3月2日、J-GIRLS World Queen Tournament 2008 1回戦でバネッサ・エアリングに判定勝ち。5月25日の準決勝でジェシカ・トルハーストに判定勝ちするも、決勝でシルビア・ラノットに判定負けし、準優勝となった。
2008年9月7日、J-GIRLSフライ級王座の初防衛戦で4年4か月ぶりの対戦となった杉貴美子に判定負けし、王座から陥落した。
2009年7月26日、王者杉貴美子とタイトルマッチで再戦し、判定勝ち。王座を奪回した。
2009年11月8日、M-1ムエタイチャレンジ興行で行われたWPMF世界女子フライ級タイトルマッチで王者サーサ・ソーアリーと対戦し、判定負け。
2009年12月20日、J-GIRLS World Queen Tournament 2009 1回戦で前年の決勝で敗れたシルビア・ラノットと再戦するも、再び判定負け。
2010年10月17日、J-GIRLSフライ級タイトルマッチで林田昌子と対戦し、2-0の判定勝ちで初防衛に成功した。
2010年12月12日、「J-GIRLS 女祭り 2010 〜戦う女は美しい〜」で行なわれた「田嶋はる引退記念スペシャルエキシビションマッチ」に出場し、1Rの対戦相手を務めた。

## 戦績
| キックボクシング 戦績 | キックボクシング 戦績 | キックボクシング 戦績 | キックボクシング 戦績 | キックボクシング 戦績 | キックボクシング 戦績 | キックボクシング 戦績 |
| --------------------- | --------------------- | --------------------- | --------------------- | --------------------- | --------------------- | --------------------- |
| 30 試合               | (T)KO                 | 判定                  | その他                | 引き分け              | 無効試合              |                       |
| 22 勝                 | 4                     | 18                    | 0                     | 2                     | 0                     |                       |
| 6 敗                  | 1                     | 5                     | 0                     | 2                     | 0                     |                       |

| 勝敗 | 対戦相手                       | 試合結果                                        | 大会名 | 開催年月日     |
| ○    | 林田昌子                       | 2分5R終了 判定2-0                               | J-NETWORK「J-GIRLS Catch The stone〜11」 【J-GIRLSフライ級タイトルマッチ】                                                                                    | 2010年10月17日 |
| ○    | NANA☆SE                        | 2R 0:46 TKO（ドクターストップ：鼻骨骨折の疑い） | J-NETWORK「J-GIRLS Catch The stone〜7」 | 2010年4月18日  |
| ×    | シルビア・ラノット             | 2分2R終了 判定0-3                               | J-NETWORK「J-GIRLS Final Stage 2009」 【J-GIRLS World Queen Tournament 2009 1回戦】                                                                           | 2009年12月20日 |
| ×    | サーサ・ソーアリー             | 2分5R終了 判定0-3                               | M-1 FAIRTEX SINGHA BEER ムエタイチャレンジ 2009 Yod Nak Suu vol.4 【WPMF世界女子フライ級タイトルマッチ】                                                      | 2009年11月8日  |
| ○    | 杉貴美子                       | 2分5R終了 判定3-0                               | J-NETWORK「J-GIRLS Champion Festival 2009」 【J-GIRLSフライ級タイトルマッチ】                                                                                 | 2009年7月26日  |
| ○    | 古谷あさみ                     | 2分3R+延長R終了 判定2-1                         | J-NETWORK「J-GIRLS Catch The stone〜2」 【J-GIRLSフライ級次期王座挑戦者決定トーナメント 決勝】                                                                | 2009年4月5日   |
| ○    | 田中佑季                       | 2分3R終了 判定3-0                               | J-NETWORK「J-FIGHT 23 & J-GIRLS」 【J-GIRLSフライ級次期王座挑戦者決定トーナメント 準決勝】                                                                    | 2009年2月15日  |
| ×    | 杉貴美子                       | 2分5R終了 判定0-3                               | J-NETWORK「J-GIRLS Hurricane Battle」 【J-GIRLSフライ級タイトルマッチ】                                                                                       | 2008年9月7日   |
| ×    | シルビア・ラノット             | 2分3R+延長R終了 判定1-2                         | J-NETWORK「J-GIRLS 菖蒲祭り」 【J-GIRLS World Queen Tournament 2008 決勝】                                                                                    | 2008年5月25日  |
| ○    | ジェシカ・トルハースト         | 2分3R終了 判定3-0                               | J-NETWORK「J-GIRLS 菖蒲祭り」 【J-GIRLS World Queen Tournament 2008 準決勝】                                                                                  | 2008年5月25日  |
| ○    | バネッサ・エアリング           | 2分3R終了 判定3-0                               | J-NETWORK「J-GIRLS ひな祭り」 【J-GIRLS World Queen Tournament 2008 1回戦】                                                                                   | 2008年3月2日   |
| ○    | エイミー・デイビス             | 2分3R終了 判定3-0                               | J-NETWORK「風花祭り」 | 2007年11月4日  |
| ○    | 田中佑季                       | 2分3R終了 判定3-0                               | J-NETWORK「J-GIRLS 女祭り Final round」 【J-GIRLS認定初代フライ級王座決定トーナメント 決勝】                                                                  | 2007年5月20日  |
| ○    | 林田昌子                       | 2分3R終了 判定2-0                               | J-NETWORK「J-GIRLS 女祭り 2nd round」 【J-GIRLS認定初代フライ級王座決定トーナメント 準決勝】                                                                  | 2007年3月31日  |
| ○    | ウェンディー・ミランダ         | 2分5R終了 判定3-0                               | J-NETWORK「J-GIRLS 女祭り 2nd round」 【WMCインターコンチネンタル女子スーパーフライ級王座決定戦】                                                             | 2006年10月1日  |
| ○    | 山田純琴                       | 2分3R終了 判定2-0                               | J-NETWORK「J-FIGHT 11」 | 2006年8月20日  |
| ×    | 早千予                         | 4R 0:50 KO（バックスピンキック）                | マーシャルアーツ日本キックボクシング連盟 「SURPRISING 4th 〜梶原一騎20回忌追悼記念 第9回梶原一騎杯 キックガッツ2006〜」 【UKF世界女子フライ級タイトルマッチ】 | 2006年6月2日   |
| ○    | 四十内としえ                   | 2分3R終了 判定3-0                               | J-NETWORK「GO! GO! J-NET '05 〜STAYING ALIVE〜」 | 2005年11月6日  |
| ○    | 田中佑季                       | 2分3R終了 判定3-0                               | J-NETWORK「GO! GO! J-NET '05 〜SKY HIGH〜」 | 2005年9月21日  |
| ○    | 星野久子                       | 3分3R終了 判定3-0                               | J-NETWORK「GO! GO! J-NET '05 〜MACH 55 決勝〜」 | 2005年7月31日  |
| △    | シルヴィア・バリシェリ         | 2分5R終了 判定                                  | WPKC認定キックボクシング大会 | 2004年11月27日 |
| ×    | ヌアシアン・チョー・インスワン | 2分4R終了 判定0-3                               | タイ王妃生誕記念女子ムエタイ大会 | 2004年8月11日  |
| ○    | カロリン・フブレクツ           | 2分5R終了 判定3-0                               | Girls SHOCK V | 2004年6月27日  |
| ○    | 杉貴美子                       | 2分5R終了 判定3-0                               | 黄金筋肉 女子総合格闘技 最強女王決定トーナメント 【キックボクシングルール】                                                                                   | 2004年5月7日   |
| ○    | ヂョン・ヨンシル               | 3R 0:51 KO（バックブロー）                      | GIRLS STANDING FIGHT - Girls SHOCK IV | 2004年3月7日   |
| ○    | 渡邊久江                       | 2分5R終了 判定2-1                               | 全日本キックボクシング連盟「GIRLS STANDING FIGHT - Girls SHOCK III」                                                                                          | 2003年11月11日 |
| ○    | リー・ガップソン（李甲善）     | 1R 0:40 KO                                      | 全日本キックボクシング連盟「GIRLS STANDING FIGHT - Girls SHOCK II」                                                                                           | 2003年9月7日   |
| ○    | 渡辺亜矢子                     | 2R 1:03 KO（パンチ連打）                        | 女子格闘技Gals【Girls SHOCK! 協力試合】 | 2003年5月22日  |
| ○    | ASAMI                          | 3分3R終了 判定2-0                               | J-NETWORK「Make the spark」 | 2003年4月20日  |
| △    | きらら                         | 3分2R終了 判定0-0                               | J-NETWORK「The Magnificient 5」 【フレッシュマンファイト】 | 2002年12月1日  |

## 獲得タイトル
- 初代J-GIRLSフライ級王座
- 第3代J-GIRLSフライ級王座
- WMCインターコンチネンタル女子スーパーフライ級王座